# Damascio
Damascio (Δαμάσκιος, Damasco, de Siria, ca. 458 - después del año 538) fue un filósofo neoplatónico y el último escolarca de la Academia de Atenas. Fue uno de los filósofos paganos perseguidos por Justiniano I a comienzos del siglo VI, y se vio obligado a exiliarse en la corte persa hasta que se le permitió volver al imperio. Actualmente se conservan algunas obras suyas, que son tres comentarios de obras de Platón y un texto metafísico: Dificultades y soluciones de los principios primeros (Ἀπορίαι καὶ λύσεις περὶ τῶν πρώτων ἀρχῶν).

## Biografía
Nació en Damasco, en Siria, y toma su nombre de esta ciudad. No conocemos su nombre sirio. En los primeros años de su juventud fue a Alejandría, donde pasó doce años como pupilo del rétor Teón y como profesor de retórica él mismo. Después se dedicó a la filosofía y la ciencia, y estudió con el filósofo Hermias y sus hijos, Amonio y Heliodoro. Más tarde fue a vivir a Atenas y continuó sus estudios con el matemático Marino de Nápoles, el filósofo Zenódoto y el dialéctico Isidoro de Alejandría. Él e Isidoro llegaron a ser grandes amigos, y Damascio le sucedió como jefe de la Escuela de Atenas hacia el año 515, y escribió su biografía, parte de la cual nos ha llegado a través de la Biblioteca de Focio. 
En el año 529, Justiniano I cerró la escuela y Damascio, junto a seis de sus colegas, buscó refugio en la corte de Cosroes I de Persia, a la que se trasladaron probablemente hacia el año 532. Las condiciones de vida les resultaban intolerables, y cuando al año siguiente el emperador y el rey persa firmaron un tratado de paz, se permitió a los filósofos volver a Occidente. Se cree que Damascio regresó a Alejandría y trabajó allí en sus obras. 
Los discípulos más importantes de Damascio son Simplicio, el célebre comentador de Aristóteles, Teodora de Emesa y Eulamio. No conocemos más detalles sobre el resto de la vida de Damascio; solo sabemos que no fundó ninguna nueva escuela, y que la escuela neoplatónica de la Antigüedad concluye con él. Sin embargo, la Iglesia cristiana conservó algunas ideas neoplatónicas hasta finales de la Edad Media, debido sobre todo a la enorme influencia del corpus del Pseudo-Dionisio Areopagita. Mazzucchi (2006) identifica de hecho a Damascio con el Pseudo-Dionisio, considerando los escritos de este como «la última contraofensiva del paganismo».

## Escritos
El principal tratado de Damascio se titula Dificultades y soluciones de los principios primeros (Ἀπορίαι καὶ λύσεις περὶ τῶν πρώτων ἀρχῶν), obra de gran interés para la historia de la filosofía por la abundante información que contiene sobre filósofos anteriores. En ella, Damascio examina la naturaleza y atributos de Dios y el alma humana. Su enfoque contrasta claramente con el de otros pensadores neoplatónicos, pues Damascio no considera posible establecer una jerarquía de los seres a partir de lo Uno. El principio primero de todas las cosas, la suprema Unidad, es una profundidad divina insondable, inefable e indivisa. Ferrater Mora considera la postura de Damascio un "misticismo de tipo dialéctico".
Los demás escritos de Damascio son, en su mayor parte, comentarios a obras de Aristóteles y Platón. De ellos sobreviven: 
- Un comentario al Parménides, de Platón.
- Un comentario al Fedón, de Platón, que ha sido erróneamente atribuido a Olimpiodoro el Joven.[3]
- Un comentario al Filebo, de Platón, atribuido también erradamente a Olimpiodoro.[3]

Entre sus obras perdidas destacan:
- Comentarios a varios diálogos de Platón, entre ellos Timeo y Primer Alcibíades.
- Comentario al De caelo y otras obras de Aristóteles. Los escritos de Damascio sobre el tiempo, el espacio y el número, citados por Simplicio en su comentario a la Física aristotélica,[4] formaban quizá parte de sus comentarios a la obra del Estagirita.
- Vida de Isidoro. Biografía del maestro de Damascio, Isidoro de Alejandría (integrada quizá en la philosophos historia que la Suda atribuye a Damascio), de la que Focio ha conservado un fragmento considerable.[5] El texto ha sido reconstruido y traducido recientemente al inglés,[6] del cual se está realizando la primera traducción al español.[7]
- Logoi Paradoxoi, en cuatro libros, de los que también habla Focio, especificando los títulos de cada libro.[8]